# News World Communications
News World Communications — медиаконгломерат, принадлежавший Мун Сон Мёну, основанный в 1976 году в Нью-Йорке. В состав агентства входит информационное агентство UPI, а также газета «Сеге Ильбо» (Республика Корея), газета «Сэкай Ниппо» (Япония), журнал GolfStyles.
До 2016 года конгломерату принадлежало издательство Marquis Who’s Who.
Публиковал ныне несуществующие газеты Middle East Times (Египет), Zambezi Times (ЮАР), Tiempos Del Mundo в США и в ещё в 15 испаноязычных странах Латинской Америки, журнал World and I (прекратил выходить в 2004 году).
До 1991 года публиковал газету The News World (США), переименованную в 1984 году в New York City Tribune.
До 2008 года публиковал журнал Insight on the News (США).
С момента основания в 1982 году до 2010 года конгломерату принадлежала ежедневная газета The Washington Times.
С 2001 по 2009 год конгломерату принадлежала телевизионная сеть, существовавшая с 1985 года под названиями Nostalgia TV, GoodLife TV и AmericanLife TV.